# Montserrat Vives i Malondro
Montserrat Vives i Malondro   (Barcelona, 1936 - Barcelona, 2003) més coneguda com a Montse Vives, va ser una guionista de còmic i directora editorial catalana. Va ser creadora del personatge de Deliranta Rococó per Martz Schmidt i va aparèixer com personatge a algunes historietes de Mortadel·lo i Filemó com Una portada especial que arma un cirio pascual (1983).

## Biografia
Montse Vives fou l'autora d'incomptables historietes per a l'Editorial Bruguera, tot i que no sempre se la va acreditar com a tal. Com a guionista de continuïtat i substitució de la casa va col·laborar amb molts dels dibuixants habituals a les seves publicacions, però també va crear sèries pròpies com Angustio Vidal (dibuixada per Arturo Rojas de la Cámara) o Junglito Sánchez (amb dibuixos de Manuel Breá. També va participar en les sèries Heliotropo (il·lustrada per Cubero), Plácido Guerra (amb Juan José Carbó), La dinastía de los Rigodón (amb Mingo), Cucaracho i Tica y sus amigos (ambdues amb Tran) i Camelio Majareto i Deliranta Rococó (ambdues amb Martz Schmidt), a més de continuar amb Don Percebe y Basilio (amb Rojas de la Cámara), iniciada per Armand Matias i Guiu.
A mitjan dels anys setanta va començar a dirigir revistes de la casa: Sacarino (1975), Super Sacarino (1975), Super Lily (1976), Gina (1978) i Esther (1981). També va fer traduccions per a diferents publicacions de Bruguera. Va ser ajudant de l'editora Anna Maria Palé, que va substituir com a directora de la popular Col·lecció Olé quan aquesta va deixar l'editorial.
Després de la desaparició de Bruguera, va dirigir a partir de 1986 les revistes Bichos i Garibolo de la Compañía General de Ediciones i va ser després representant de Forges.

## Obra
| Anys | Títol                                         | Dibuixant                 | Tipus                               | Publicació                           |
| ---- | --------------------------------------------- | ------------------------- | ----------------------------------- | ------------------------------------ |
| 1971 | Don Percebe y Basilio, cobradores a domicilio | Arturo Rojas de la Cámara | Sèrie després d'Armando Matías Guiu | El DDT                               |
| 1971 | Maica                                         |                           | Sèrie                               |                                      |
| 1972 | Heliotropo                                    | Cubero                    | Sèrie                               |                                      |
| 197- | Plácido Guerra                                | Juan José Carbó           | Sèrie                               |                                      |
| 19-  | La dinastía de los Rigodón                    | Mingo                     | Sèrie                               |                                      |
| 197- | Junglito Sánchez                              | Manuel Breá               | Sèrie                               |                                      |
| 197- | Cucaracho                                     | Jiaser                    | Sèrie                               |                                      |
| 197- | Tica y sus amigos                             | Jiaser                    | Sèrie                               |                                      |
| 197- | Angustio Vidal                                | Arturo Rojas de la Cámara | Sèrie                               |                                      |
| 197- | Camelio Majareto                              | Martz Schmidt             | Sèrie                               |                                      |
| 1977 | Purita, agencia matrimonial                   | Tran                      | Sèrie                               | Christie                             |
| 1977 | Constancio Plurilópez                         | Tran                      | Sèrie amb altres guionistes         |                                      |
| 1979 | Deliranta Rococó                              | Martz Schmidt             | Sèrie                               |                                      |
| 1983 | Leonardo                                      | Jaime Marzal              | Monografia                          | "Cómic Biografías" núm. 4 (Bruguera) |
| 1983 | Giuseppe Verdi                                | Adolfo Usero              | Monografia                          | "Cómic Biografías" núm. 7 (Bruguera) |

## Aparicions com personatge
Montse Vives apareix com personatge a dues historietes curtes de Mortadel·lo i Filemó de Francisco Ibáñez: Hacer un extraordinario (amb l'aspecte d'Olívia Oyl) i Una portada especial, que arma un cirio pascual.